# مینولتا اس‌آر-۲
مینولتا اس‌آر-۲ (به انگلیسی: Minolta SR-2) یک دوربین عکاسی ساخت شرکت مینولتا است.